# Københavns Kommuneskolers Sløjdlærerforening
Københavns Kommuneskolers Sløjdlærerforening blev stiftet 22. marts 1919. Én af grundlæggerne var sløjdlærer Jens Thamdrup, der selv var formand 1920-1923.
I 1935 nåede foreningen ét af sine mål, nemlig at få oprettet et sløjdinspektørembede i kommunen, som blev varetaget af Gunnar Galatius 1935-1957, af Asger Schauby 1957-1986 og med Keld Jørgensen konstitueret i embedet i to år, inden det blev nedlagt i 1988.
Foreningen har haft indflydelse ved udarbejdelse af undervisningsplaner i sløjd i København, herunder også ved udvidelsen fra kun træsløjd til både træsløjd og metalsløjd.
Foreningen har også haft en nær tilknytning til Modeludvalget, som efter sløjdinspektørembedets nedlæggelse i 1988 fortsatte i regi af Københavns Kommuneskolers Sløjdlærerforening under formand Erik Houlberg Hansen indtil 1997. Foreningen har givet Danmarks Sløjdlærerforening lov til at have Modeludvalgets tegninger på hjemmesiden; de ligger i det lukkede medlemsområde.